# Брустер, Риан
Ри́ан Джо́эл Бру́стер (англ. Rhian Joel Brewster, английское произношение: [ˈriːən 'bru:stə]; род. 1 апреля 2000, Чадуэлл-Хит, Лондон) — английский футболист, нападающий клуба «Дерби Каунти».

## Клубная карьера
Уроженец Лондона, Риан с восьмилетнего возраста тренировался в юношеской академии «Челси». В 2015 году перешёл в академию «Ливерпуля».
23 апреля 2017 года попал в заявку на матч Премьер-лиги против «Кристал Пэлас», но провёл всю игру на скамейке запасных.
Был включен тренером «Ливерпуля» Юргеном Клоппом в состав 23 игроков, которые примут участие в финале Лиги чемпионов УЕФА против «Тоттенхэм Хотспур». Финальный матч турнира Брустер провел на скамейке запасных. «Ливерпуль» победил, а Риан с одноклубниками стал обладателем кубка Лиги чемпионов УЕФА.

## Карьера в сборной
18 февраля 2016 года дебютировал в составе национальной сборной Англии до 16 лет в матче против сверстников из Чехии.
С 2016 по 2017 годы выступал в составе сборной Англии до 17 лет. В 2017 году в составе сборной принял участие в чемпионате Европы (дошёл до финала) и чемпионате мира. На чемпионате мира в Индии оформил хет-трики в ворота сборных США (в четвертьфинале) и Бразилии (в полуфинале).
В 2019 году дебютировал в составе сборной Англии до 21 года.

## Достижения
Ливерпуль
- Победитель Лиги чемпионов УЕФА: 2018/2019
- Обладатель Суперкубка УЕФА: 2019

Сборная Англии (до 17 лет)
- Победитель чемпионата мира (до 17 лет): 2017